# Pogwizdów (województwo dolnośląskie)
Pogwizdów (niem. Langhelwigsdorf) – wieś w Polsce położona w województwie dolnośląskim, w powiecie jaworskim, w gminie Paszowice, na Pogórzu Kaczawskim (Pogórzu Złotoryjskim) w Sudetach.

## Podział administracyjny
W latach 1975–1998 miejscowość administracyjnie należała do województwa legnickiego.

## Historia
Wieś Pogwizdów wspomniana została po raz pierwszy w dokumencie księcia Henryka I Brodatego w 1203 r. jako Helmerichesdorf, czyli wieś Helmeryka ewentualnie Elmeryka. Co prawda wspomniany dokument uznany został za fałszerstwo z końca XIII wieku, lecz jedynie pod względem praw dotyczących klasztoru w Lubiążu, nie zaś pod względem treści o charakterze toponomastycznym. Książę podarować miał w tym czasie wieś, założoną na prawie niemieckim, klasztorowi cysterskiemu w Lubiążu wraz z innymi wioskami leżącymi na obszarze tzw. góry Chełm (część Pogórza Kaczawskiego), który obejmował 500 łanów frankońskich. Z treści dokumentu książęcego wynika, że wieś istniała znacznie wcześniej niźli wskazywałaby na to pierwsza wzmianka o jej istnieniu. Świadczy też o tym wymownie romańska forma starego kościoła parafialnego, błędnie określanego w literaturze nazwą cmentarnego (służył za cmentarny dopiero od II poł. XVIII wieku). W 1318 nazywana jako "Halvici Villa".

## Zabytki
Do wojewódzkiego rejestru zabytków wpisane są obiekty:
- kościół cmentarny pw. Podwyższenia Krzyża, późnoromański, z XIII/XIV w., przebudowywany w XVII w.; w jego wnętrzu zachowały się średniowieczne freski.
- cmentarz przykościelny
- kościół ewangelicki - protestancki, obecnie rzymskokatolicki filialny pw. Wniebowstąpienia, z XVIII w. z późnobarokowym ołtarzem.
- cmentarz ewangelicki, nieczynny, z 1885 r.
- kaplica grobowa rodziny von Loesch, z 1885 r.
- kostnica, z 1885 r.
- ogrodzenie, murowane, z bramą, z 1885 r.
- zespół pałacowy, z XVII-XX w.:
  - pałac
  - park
  - dwór